# Xã Washington, Quận Franklin, Missouri
Xã Washington (tiếng Anh: Washington Township) là một xã thuộc quận Franklin, tiểu bang Missouri, Hoa Kỳ. Năm 2010, dân số của xã này là 13.982 người.